# Aeroportul Qinhuangdao Beidaihe
Aeroportul Qinhuangdao Beidaihe (IATA: BPE, ICAO: ZBDH) este un aeroport din Longjiadian Town⁠(d), Changli County⁠(d), Qinhuangdao, Hebei, Republica Populară Chineză ce deservește zona Qinhuangdao. Aeroportul a fost tranzitat în 2022 de 108.017 pasageri. A fost deschis în 31 martie 2016 și numit după zona deservită.
Situat la o altitudine de 14 m, aeroportul dispune de o singură pistă.